# Табір переміщених осіб
Табори переміщених осіб або Табори Ді-Пі (з англ. Displaced Persons, скорочено: D.P., а в трансліті: Ді-Пі) — табори біженців, що існували з 1945 до початку 1950-х років для переміщених осіб на території Західної Німеччини, Австрії та Італії, зайнятих американськими, британськими й французькими військами. В таборах утримувалися іноземні примусові робітники і в'язні концентраційних таборів, виявлені переважно на території Німеччини та Австрії після краху нацистської Німеччини, а також військові та цивільні біженці від Червоної Армії та партизансько-комуністичних сил зі Східної, Центральної та Південно-Східної Європи.
1947 року в таких таборах у реквізованих військових казармах, воєнних робітничих оселях, школах тощо перебувало 1,6 млн біженців (здебільшого зі Східної і Південно-Східної Європи) — в тому числі близько 200 000 українців.

## Структура й адміністрація
До липня 1945 табори Ді-Пі підлягали компетенції Найвищої Головної Кватири Експедиційних (альянтських) військ (SHAEF), з доручення якої ними відав відповідальний за цивільні справи відділ DP Branche G — 5; потім компетенції окремих окупаційних армій з координуючим осередком в СДРХ (Екзекутива для Ді-Пі), до якого входили представники американських, британських та французьких армій і Міжнародного Комітету для біженців у Женеві.
Адміністрація і матеріальна опіка таборів Ді-Пі була у заряді допомогових організацій при ООН з доручення окупаційної влади: з 1945 до липня 1947  це були UNRRA (англ. United Nations Relief and Reparation Administration), а згодом — IRO (англ. International Refugee Organization). По закінченні переселення Ді-Пі та включення їх у німецьку (закон 25. 4. 1951) та австрійську економіку та установи цих країн, правну опіку над залишенцями перебрав Високий Комісар ООН для справ втікачів у Женеві. Число таборів Ді-пі постійно зменшувалося: з 493 у 1946 до 223 у 1950; у 1956 — 58 вони перестали існувати, а їх мешканців переведено в новозбудовані оселі або приватні помешкання.

## Українці в таборах Ді-Пі

Табір «Українська робітнича оселя» у Гіссені (Німеччина) для переміщених осіб-українців, 1948 рік.

Українські біженці 1946 р. перебували у 125 таборах, 1949— у 110 таборах Ді-Пі (близько 80 з них були заселені виключно або переважно українцями). Найбільші українські табори (від 2000 до 5000 осіб) містилися в американській зоні у Мюнхені (Карлсфельд, Варнер-Касерне), Аугсбурзі (Соме-Касерне), Міттенвальді (ЄґерКасерне), Реґенсбурзі (Ґанґгофер-Зідлюнґ), Ашаффенбурзі, Берхтесгадені («Орлик»), Байройті (Леопольд Касерне); у британській зоні в Ганновері та Гайденав; у французькій зоні в Штуттґарті; в Австрії — у Зальцбурзі.
В українських таборах Ді-Пі вже у 1945 постало місцеве українське самоуправління, однак воно не мало ніякого впливу на адміністрацію самого табору, яка була повнотою в руках УНРРА. Щойно з 1947 (де юре — з 1948, розпорядження Головної Кватири ІРО в Женеві 15 червня 1948) українські таборові самоуправління співпрацювали в управі таборів Ді-Пі, при чому в адміністративних справах підлягали органам ІРО, по громадській лінії — Центральному Представництву Української Еміграції (ЦПУЕ).

## Життя в українських таборах Ді-Пі

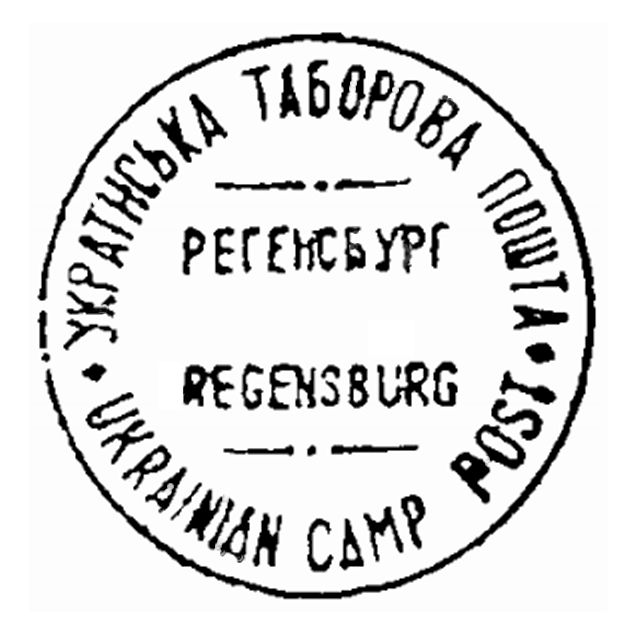
Гашення української таборової пошти у таборі Реґензбурґ.

В українських таборах Ді-Пі впродовж кількох років їхнього існування жваво розвинулося суспільно-громадське, політичне, культурно-освітнє, релігійне, господарське, літературно-мистецьке життя та видавнича діяльність. Про це свідчать числа на 1948, коли в таких таборах працювало 102 народні школи, 35 гімназій, 12 інших середніх шкіл, 43 фахові школи, виходило 232 періодичні видання і з'явилося 818 книжкових видань.